# Eremedaille van Sint-Jan
De Eremedaille van Sint-Jan en de Medaille van Sint-Jan werden op 24 juni 1967 bij besluit van het kapittel van de Johanniter Orde in Nederland ingesteld.
Men heeft de twee medailles ingesteld om niet-leden te belonen voor verdiensten in of jegens de orde. De medailles waren dan ook bedoeld voor de Johanniter helpers en zusters in de hospitalen van de orde. De eremedaille is bestemd voor bijzonder verdienstelijke leden van de Johanniter orde.
Het ereteken is eerder een medaillon dan een medaille. Het wit geëmailleerd kruis van Malta is in een ronde band aangebracht. Het ronde ereteken is ajourgezaagd wat inhoudt dat er uitsparingen in de achtergrond zijn aangebracht en wordt aan een 30 millimeter breed zwart lint, met in het midden een 5 millimeter witte streep op de linkerborst gedragen. Dames dragen de medaille aan een strik. Op de keerzijde zijn de ronde band de woorden "JOHANNITER ORDE IN NEDERLAND" te lezen.
De eremedaille is van goud en wit emaille, de medaille is van zilver en wit emaille.
Het lint is voor beiden eretekens gelijk. Het gaat om een dertig millimeter breed zwarte zijden lint met in het midden een 5 millimeter witte streep. Men mag de medaille en de baton op een militair uniform dragen
Museummedaille ·
Erepenning ·
Medaille van de Maatschappij tot Redding van Drenkelingen ·
Doggersbank-medaille ·
Broeder van de Orde van de Nederlandse Leeuw ·
Antwerpsche Medaille 1832 ·
Onderscheidingsteken voor Langdurige, Eerlijke en Trouwe Dienst ·
Eremedaille voor Kunst en Wetenschap ·
Eremedaille voor Voortvarendheid en Vernuft ·
De Ruyter-medaille ·
Regeringsmedaille ·
Medaille van het Carnegie Heldenfonds ·
Medaille van Verdienste van het Nederlandse Rode Kruis ·
Medaille voor trouwe dienst van het Nederlandse Rode Kruis ·
Erkentelijkheidsmedaille 1940-1945 ·
Inhuldigingsmedaille 1948 ·
Herinneringsmedaille Luchtbescherming 1940-1945 ·
Medaille van de Noord- en Zuid-Hollandsche Redding Maatschappij ·
Zilveren Anjer · 
Cultuurfonds Onderscheiding · 
Vrijwilligersmedaille Openbare Orde en Veiligheid ·
Vaardigheidsmedaille van de Nederlandse Sport Federatie ·
Inhuldigingsmedaille 1980 ·
Herinneringsmedaille VN-Vredesoperaties ·
Herinneringsmedaille Multinationale Vredesoperaties ·
Herinneringsmedaille Internationale Missies ·
Huwelijksmedaille 2002 ·
Herinneringsmedaille Buitenlandse Bezoeken ·
Marinemedaille ·
Landmachtmedaille ·
Marechausseemedaille ·
Luchtmachtmedaille
Zie ook: Ridderorden en onderscheidingen in Nederland